# سامي كولينز
سامي كولينز (بالإنجليزية: Sammy Collins)‏ (13 يناير 1923 ببرستل في المملكة المتحدة - 31 مايو 1998 ببرستل في المملكة المتحدة) هو لاعب كرة قدم بريطاني (وحمل سابقاً جنسية المملكة المتحدة لبريطانيا العظمى وأيرلندا) في مركز الهجوم. لعب مع نادي بريستول سيتي ونادي توركي يونايتد ونادي غلوستر سيتي.